# Iglesia de San Miguel y San Julián (Valladolid)
La iglesia de San Miguel y San Julián es el templo de la antigua Casa Profesa de la Compañía de Jesús en la ciudad de Valladolid (España). Al producirse la expulsión de los Jesuitas en 1767, por orden de Carlos III de España, el edificio se destinó a parroquial de San Miguel, San Julián y Santa Basilisa en 1775.
La iglesia, construida en el último cuarto del siglo XVI, es uno de los más claros exponentes de la arquitectura jesuítica. No existiendo noticias sobre la autoría de las trazas, se ha barajado la posibilidad de que fueran artífices de la Compañía, algo no muy acreditado por las enormes similitudes que existen en la iglesia con la escuela clasicista vallisoletana, con lo que sus autores serían artistas del foco vallisoletano, como Juan de Nates, Juan del Ribero Rada o alguien de su órbita. Desde los inicios del siglo XVII, fue patronato de los Condes de Fuensaldaña y desde 1775, es de patronato real.
La iglesia acoge una buena colección de retablos, esculturas y pinturas, varias de ellas de Gregorio Fernández y Diego Valentín Díaz.

## Historia

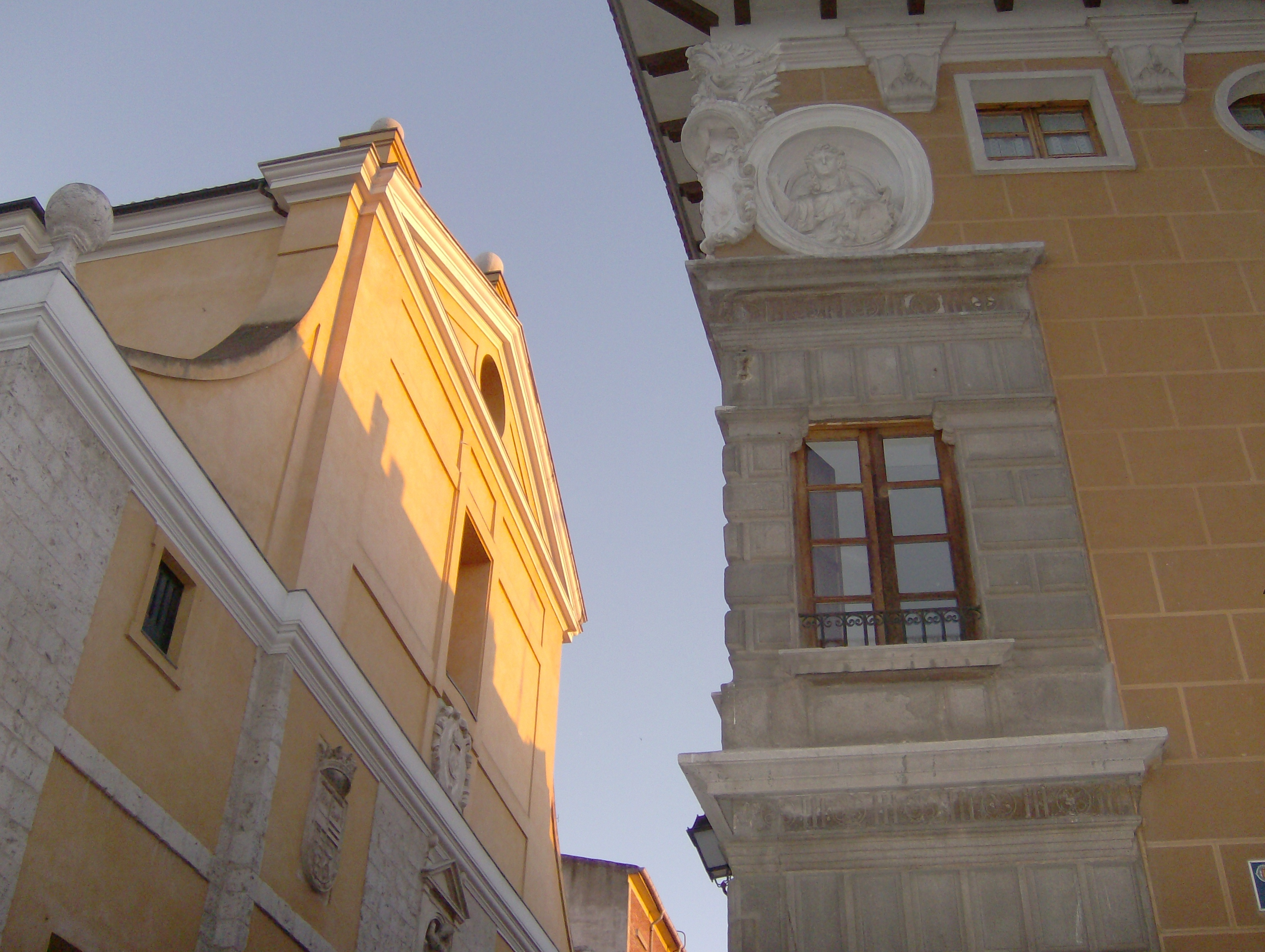
Aspecto exterior, con el Palacio del Marqués de Valverde enfrente.

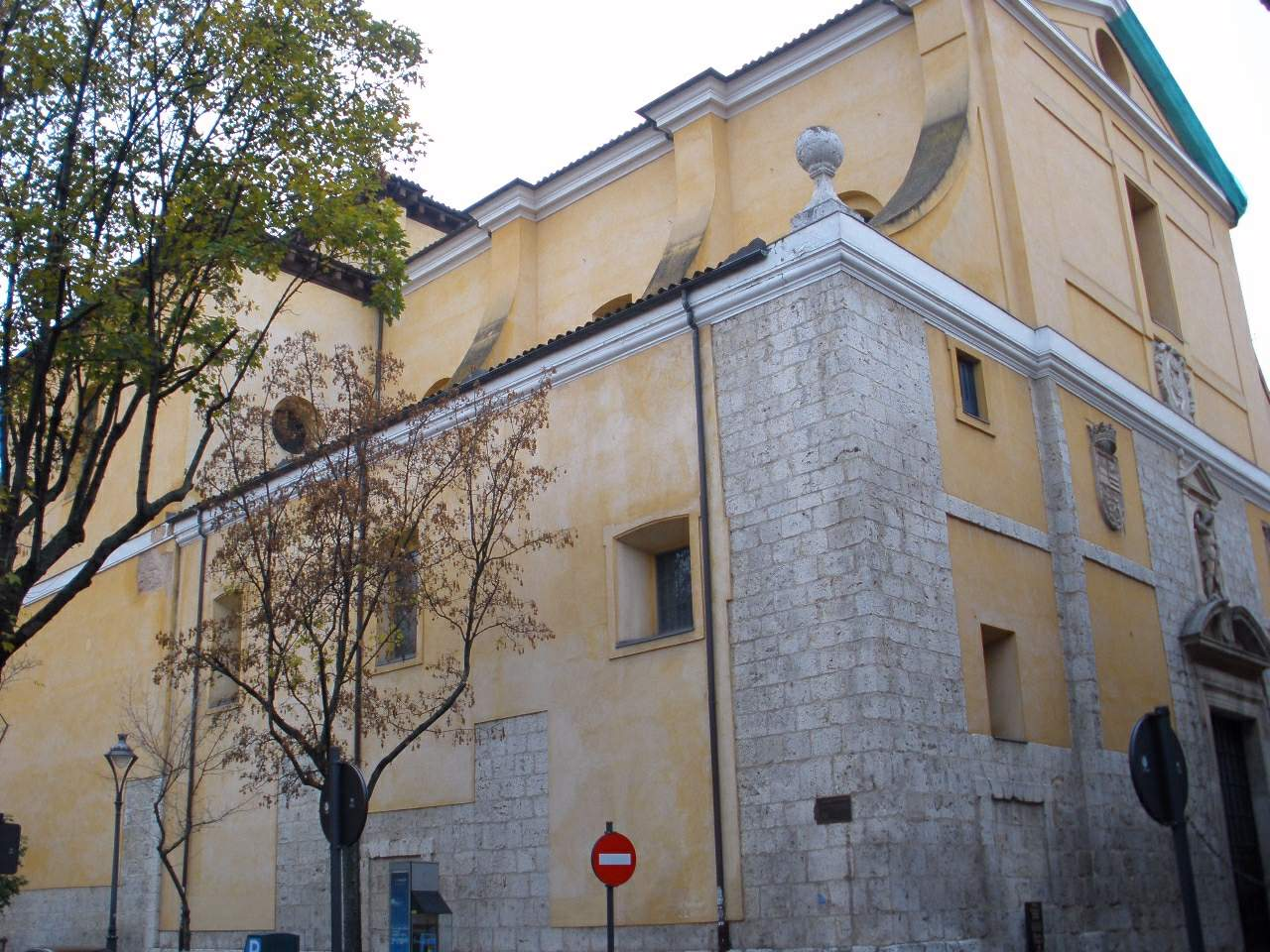
Vista parcial de la iglesia, año 2014.

La iglesia es sede desde 1775 de la Parroquia de San Miguel y San Julián y Santa Basilisa, resultado de la fusión en esa fecha de las dos parroquias más antiguas de Valladolid: San Miguel, cuya sede estuvo hasta 1775 en la plaza del mismo nombre, y San Julián y Santa Basilisa, cuyo edificio se situaba en la esquina entre las actuales calles de la Encarnación y San Ignacio, a espaldas de la Iglesia del monasterio de San Benito el Real.

### La Parroquia e iglesia de San Miguel hasta 1775
Fundada a mediados del siglo XI, está considerada como la parroquia más antigua de Valladolid. En un principio estuvo bajo la advocación de San Pelayo, advocación muy típica de las parroquias de núcleos de repoblación castellanos del siglo XI,[cita requerida] lo que hace verosímil que su fundación sea de esas fechas. Lo cierto es que en el siglo XII, la advocación cambió a la de San Miguel. En torno a ella se reunía el Concejo de Valladolid para tratar los asuntos de la Villa.
El edificio se levantaba en el centro de la actual plaza de San Miguel y fue completamente reedificado durante el reinado de los Reyes Católicos en los últimos años del siglo XV. Este edificio de hacia 1500 subsistió funcionando como Parroquia hasta 1775, fue demolido en 1777 y conocemos algo de él gracias a la documentación conservada y a algún dibujo. La iglesia levantada por los Reyes Católicos, que seguía la orientación canónica (pues se levantaba sobre la anterior del siglo XI), era, según el dibujo de Ventura Pérez, de estilo tardogótico, construida en piedra y con potentes contrafuertes entre los que se abrían ventanas rasgadas con arcos ojivales y de medio punto. En el centro del muro sur se abría una portada con arco de medio punto, protegida con tejaroz y con alfiz cuajado de bolas, como es típico en las edificaciones de hacia 1500. Por la descripción que hace Canesi a mediados del siglo XVIII, se colige que la iglesia debía de tener tres naves, pues dice que existían en ella cuatro pilares y después habla de las naves de la iglesia y de sus cuatro capillas laterales. 
La torre, que se aprecia en el dibujo de Ventura Pérez y en el plano de Bentura Seco, es muy sencilla, de estilo indefinido, y en ella se encontraba la campana del municipio que daba el toque de queda en Valladolid y avisaba de otros acontecimientos a la población. En un lateral de la capilla mayor se situó el Archivo Municipal de Valladolid, hasta aproximadamente 1600, cuando se trasladó a la Casa Consistorial. El retablo mayor fue labrado hacia 1606 por Gregorio Fernández y algunas esculturas procedentes del mismo se conservan en la actual iglesia. En el año 2009, al realizar las obras de reacondicionamiento de la Plaza de San Miguel, se decidió en un primer momento sacar a la luz los restos de cimentación del edificio que se encontrasen, aunque a la hora de realizar la excavación arqueológica, se vio la imposibilidad de ello, pues muy pocos materiales de la cimentación se han conservado.

### La Parroquia e iglesia de San Julián y Santa Basilisa hasta 1775
Según los historiadores antiguos de Valladolid como Juan Antolínez de Burgos o Manuel Canesi Acevedo, la Parroquia de San Julián y Santa Basilisa, fue fundada a mediados del siglo XI, durante el reinado de Fernando I de Castilla. Dada su localización, al lado del alcazarejo vallisoletano (hoy monasterio de San Benito el Real), hacía la función, además de parroquia, de capilla palatina, según Antolínez y Canesi. Su fábrica fue muy reformada a lo largo de sus más de setecientos años de existencia, desde el siglo XI al XVIII. La orientación, que era la canónica (cabecera al este), se cambió en un momento dado, pues debido a los cambios urbanísticos de la zona, la puerta de los pies había quedado en un callejón y la cabecera daba a la actual calle de San Ignacio, bastante amplia, trasladándose entonces la capilla mayor a la antigua zona de los pies y viceversa, abriéndose las puertas principales a la actual calle de San Ignacio, al este, si bien existía otra puerta lateral a la calle de la Encarnación, al sur, que se observa en el plano de Bentura Seco (de 1738), puerta que según Ventura Pérez se cerró en 1739. 
La torre se encontraba en la antigua zona de los pies, al oeste. A mediados del siglo XVIII, se reconstruyó entera la capilla mayor, disponiendo un nuevo retablo, y la fachada de la calle de San Ignacio fue reformada. En el dibujo de Ventura Pérez, realizado hacia 1756-59, se muestra el estado de esta fachada después de las reformas: era de ladrillo, poseía una sencilla ventana de medio punto a media altura, rematándose con una especie de espadaña y frontón; abajo se abría la puerta, con un sencillo soportal sobre columnas toscanas. Un atrio rodeaba la iglesia.
El edificio funcionó como parroquia hasta 1775, cuando se trasladó a la actual iglesia de San Miguel y San Julián y Santa Basilisa, y fue demolido entre 1777 y 1779. En la actualidad, en su solar se levanta un bloque de viviendas.

### La Casa Profesa de la Compañía de Jesús en Valladolid hasta 1767
La Compañía de Jesús se establece en Valladolid en 1543, por obra de dos padres procedentes de Lisboa. En 1551, San Francisco de Borja visita Valladolid, con lo que la fundación queda consolidada. En 1570 la marquesa de Tábara vendió a la Compañía algunas casas en Valladolid, en cuyo solar, hacia 1574 se piensa en levantar la iglesia de San Miguel. Cinco años más tarde, se envían las trazas del templo a Roma para su aprobación, como era preceptivo en la Compañía. En 1580 comienzan las obras y debió de terminarse la iglesia en los últimos años del siglo XVI. La advocación del templo fue la de San Antonio de Padua hasta que Ignacio de Loyola fue beatificado en 1609 y la iglesia cambió su advocación por la de San Ignacio. Al año siguiente, 1610, adquieren el patronato los Condes de Fuensaldaña, con la intención de fundar una Casa de Probación para novicios junto a la Casa Profesa que ya existía. Sin embargo, la Casa de Probación jamás llegó a realizarse, formándose los seminaristas en Villagarcía de Campos. 
En 1625 falleció la Condesa Viuda de Fuensaldaña, siendo enterrada junto a su esposo en la capilla mayor de la iglesia, en el lado del Evangelio; dejó a la Casa Profesa todos sus bienes, pues los condes no habían tenido descendencia. El hermano de la Condesa, el Príncipe de Esquilache, intentó hacerse con el patronazgo de la iglesia, lo cual logró en 1652, pero sin ninguna efectividad, pues no dispuso sus escudos en la iglesia y la documentación de la Casa habla siempre de los Condes de Fuensaldaña como únicos patronos. Otros benefactores fueron Juan Martínez Cabeza Leal, Deán de Palencia, fundador de una capellanía, la marquesa de Viana, quien al fallecer en 1702 dejó a la Casa como heredera, o Juan y Antonia de Benavente, quienes fundaron en 1632 una capilla en el lado del Evangelio.
En 1767, por medio de una Pragmática Sanción dictada por Carlos III se expulsaba a la Compañía de Jesús de los territorios españoles. Su patrimonio fue incautado por el Estado. Según narra Ventura Pérez, al amanecer del 3 de abril de 1767 aparecieron las casas de la Compañía de Jesús sitiadas por soldados a caballo. Ese día, los religiosos estuvieron prisioneros en el convento y al siguiente, salieron por la mañana en calesas y mulas, quedándose sólo los enfermos. La iglesia de San Ignacio quedó cerrada hasta 1775 y las edificaciones del convento, salvo la iglesia y sus dependencias anejas, fueron redistribuidas y convertidas en viviendas particulares. Aún a mediados del siglo XX quedaban en la calle de San Ignacio viviendas que habían sido en su día convento de la Compañía de Jesús.

### La unión de las dos Parroquias en 1775 en la antigua iglesia de la Compañía de Jesús
Cumpliendo la orden real que ordenaba que las Parroquias de San Miguel y San Julián y Santa Basilisa se juntasen usando como nuevo templo parroquial la iglesia de San Ignacio, en la tarde del 11 de noviembre de 1775, relata Ventura Pérez que salieron de la antigua iglesia de San Miguel los parroquianos y las cofradías llevando las imágenes y fueron a buscar a los feligreses y cofradías de la de San Julián y Santa Basilisa, que esperaban a la puerta de su iglesia antigua. Ambas parroquias, ya unidas, entraron en la antigua iglesia jesuítica, ahora Real Parroquia de San Miguel y San Juilán y Santa Basilisa, pues la Corona había asumido el patronazgo. Tanto en el retablo mayor como en la portada de la iglesia se habían sustituido las imágenes de San Ignacio por las de San Miguel y los símbolos de la Compañía de Jesús se habían picado y dispuesto las armas reales en su lugar. También se colocó una pila bautismal en el templo. La primera misa en la iglesia como parroquia se celebró al día siguiente.

## Descripción de la iglesia: arquitectura

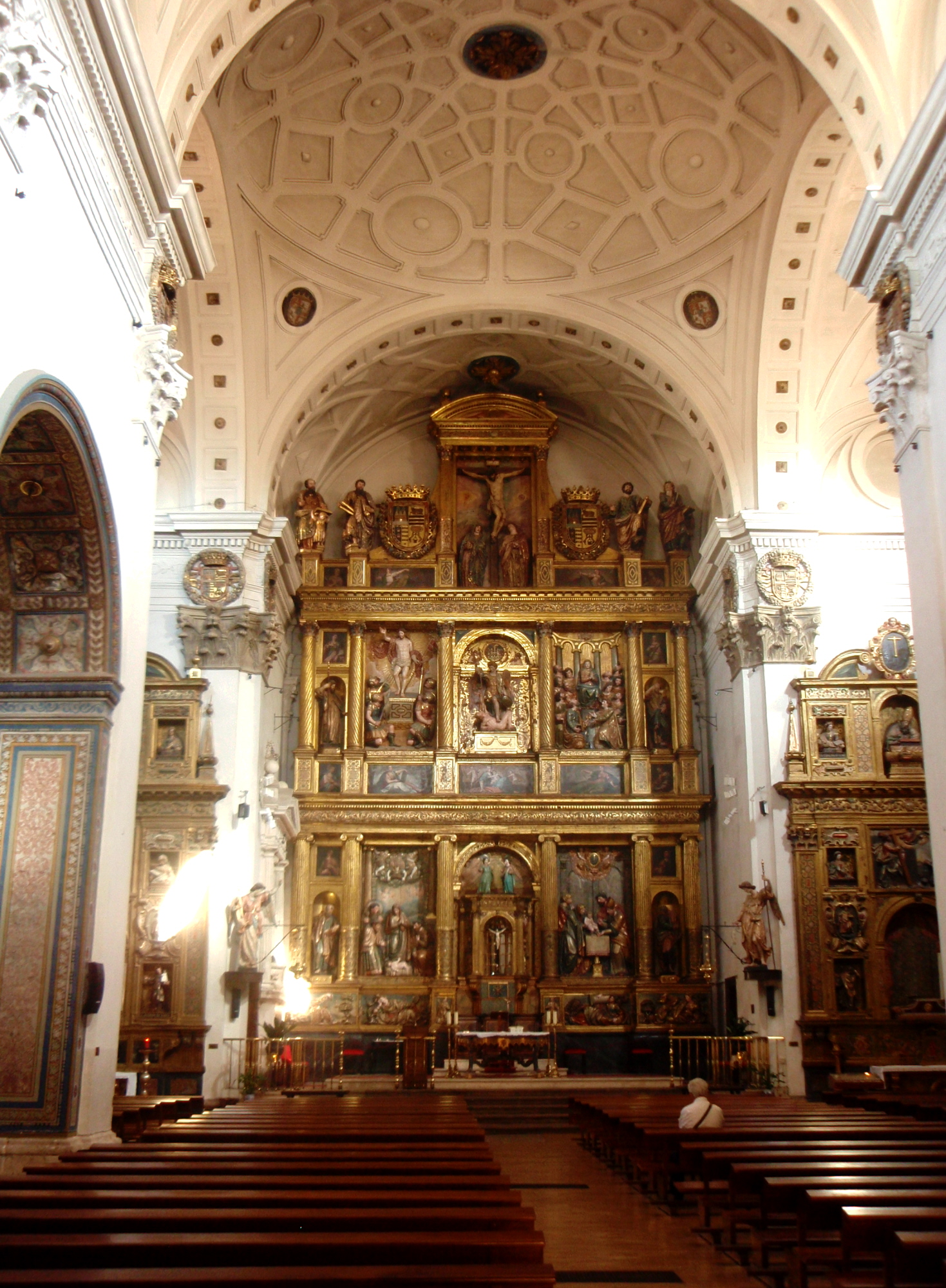
Interior de la iglesia, desde los pies. Se aprecian la nave única, el crucero con su cúpula vaída y el retablo mayor.

El edificio está construido en ladrillo y tapial, reservando la piedra para elementos más destacados como la portada y los lugares más comprometidos constructivamente, como llaves o esquinas.
Responde al modelo característico de la Compañía, y tiene su prototipo en la colegiata de Villagarcía de Campos. 
Su planta se inscribe en un gran rectángulo y es de cruz latina con una sola nave de tres tramos con capillas entre los contrafuertes que poseen atajos entre ellas, crucero y capilla mayor. Se trata de una planta consagrada en Villagarcía de Campos y que resultaba muy adecuada para la Compañía de Jesús, pues tenía un amplio espacio diáfano para la predicación y las capillas laterales, por venta a particulares, eran una buena fuente de ingresos. Los alzados interiores de la nave se solucionan de una manera similar a la de Villagarcía de Campos y a de la iglesia de las Huelgas Reales de Valladolid: los arcos que comunican las capillas laterales con la nave central son de medio punto, moldurados, y se disponen entre pilastras corintias que sujetan un entablamento del mismo orden, en donde se encuentran los escudos de los Condes de Fuensaldaña, patronos del templo, como ya se ha dicho; sobre el entablamento se hallan las ventanas para iluminación de la nave, solucionadas como huecos termales que alternan óculos y espejos. 
Los pilares torales del crucero se revisten también con pilastras corintias. Los hastiales del crucero y de los pies de la nave son planos y por encima del entablamento se abre en cada uno de ellos un gran hueco termal. La cubrición se realiza mediante bóvedas de cañón con lunetos en la nave y los brazos del crucero, con cúpula vaída sobre pechinas en el tramo central del crucero y con bóveda de aristas las capillas laterales. Todas las cubriciones muestran decoración a base de yeserías geométricas. En el tramo de los pies, muestra un coro alto construido en 1904 con una viga de hormigón y que sustituye a una tribuna más pequeña.
El rectángulo se completa con dos dependencias de planta cuadrada a ambos lados de la cabecera: el relicario al lado del Evangelio y antepresbiterio en el de la Epístola. Detrás de la cabecera y con eje transversal a la nave, se sitúan la sacristía, de planta rectangular y grandes dimensiones, cubierta con bóveda de cañón con lunetos decorada con yeserías con puntas de diamante, y la antesacristía, también rectangular y con dos tramos, cubiertos con cañón con lunetos que asimismo incorpora yeserías.
En el exterior, sobresale la cúpula del crucero, revestida con un bajo cimborrio cuadrado rematado con tejado a cuatro aguas.

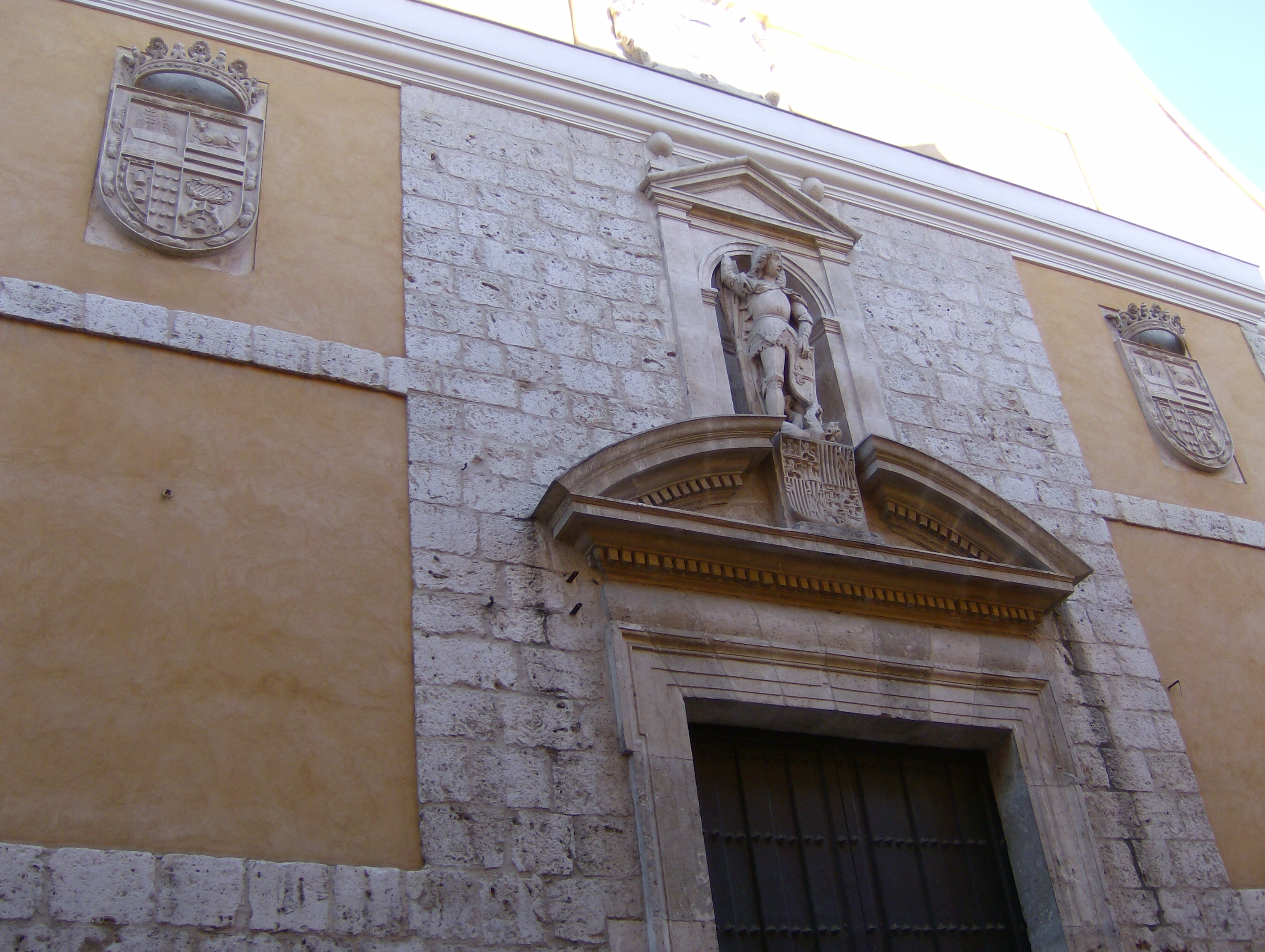
Detalle de la fachada del templo. Sobre la puerta adintelada, se observa la hornacina con la escultura de San Miguel de hacia 1500 y el escudo de los Reyes Católicos a sus pies. A ambos lados, los escudos de los Condes de Fuensaldaña, patronos de la iglesia desde 1610.

La fachada principal consta de dos cuerpos, con aletones y frontón, conforme al modelo de Jacopo Vignola, repitiendo la fachada de Villagarcía de Campos. La superficie se divide en espacios rectangulares por medios de listeles. El acceso se realiza mediante una puerta adintelada coronado con frontón curvo y partido, sobre el que se coloca una hornacina que remata en frontón triangular con esferas en sus extremos. En el interior de la hornacina se encuentra una estatua de san Miguel de estilo gótico tardío, traída de la antigua iglesia en 1775, donde estaba en el exterior de la capilla mayor; debajo se disponen las armas de los Reyes Católicos, formando conjunto con la estatua, tal y como estaban en la antigua iglesia. Antes de la expulsión de los jesuitas se hallaba en esta hornacina un San Ignacio. A ambos lados se disponen sendos escudos de los Condes de Fuensaldaña.
En el cuerpo superior, el escudo real colocado en 1775 para sustituir al JHS jesuítico, por encima del cual se dispone una ventana adintelada. Remata en frontón triangular, con óculo en el tímpano y sobre sus tres vértices las típicas esferas del clasicismo postescurialense.
En la cabecera del templo se dispone una espadaña de dos cuerpos y cuatro huecos para campanas, rematada con frontón.

## Retablo mayor
Construido a finales del siglo XVI, es obra de varios autores y muestra una estructura similar al del Monasterio de San Lorenzo de El Escorial, presentando banco, dos cuerpos y ático y cinco calles separadas por columnas jónicas en el primer cuerpo y corintias en el segundo. Es obra de Gregorio Fernández y de Adrián Álvarez.
Fernández realizó el sagrario y tabernáculo que se encuentra en la calle central, en el primer cuerpo. Encima, en el segundo cuerpo, se halla una escultura de San Miguel también obra de Fernández junto con las cuatro esculturas de las dos calles de los extremos del retablo, talladas para el retablo de la antigua iglesia de San Miguel y colocadas aquí en 1775. Igualmente realizó las triunfales esculturas de San Miguel y San Gabriel, colocadas en la embocadura del presbiterio.
Álvarez talló los relieves sobre la vida de Jesucristo (Nacimiento, Presentación en el templo, Resurrección y Venida del Espíritu Santo). Coronando el retablo, se encuentran los escudos de los Condes de Fuensaldaña, patronos del templo.

## Sepulcro de los Condes de Fuensaldaña

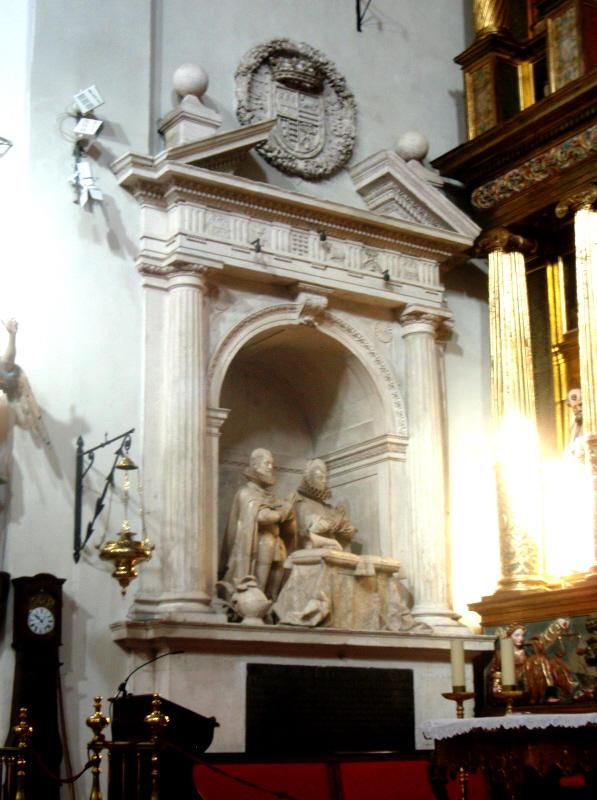
Sepulcro de los Condes de Fuensaldaña, patronos del templo a partir de 1611.

Los condes se encuentran enterrados en un nicho cuya arquitectura realizó Francisco de Praves hacia 1611, situado en un lateral del presbiterio. Las figuras de los condes, en oración y arrodillados en sus reclinatorios, fueron labradas en alabastro por Gregorio Fernández hacia 1620.

## Retablos colaterales
Los dos retablos colaterales, de idéntica factura, fueron realizados en 1613 por los ensambladores Cristóbal, Francisco y Juan Velázquez. En 1616 se reformaron y lo fueron de nuevo en 1622 para acoger las esculturas de San Ignacio y San Francisco Javier, de Gregorio Fernández. La arquitectura es manierista, casi barroca. Los dos retablos se destinan a relicarios y contienen numerosos bustos de santos obra también de Gregorio Fernández.

## Crucero
En el crucero se hallan, además de varios lienzos de los siglos XVII y XVIII, dos retablos de estilo rococó que contienen sendas esculturas de La Inmaculada, del círculo de Pedro de Sierra, y de San Francisco de Asís.

## Capillas laterales

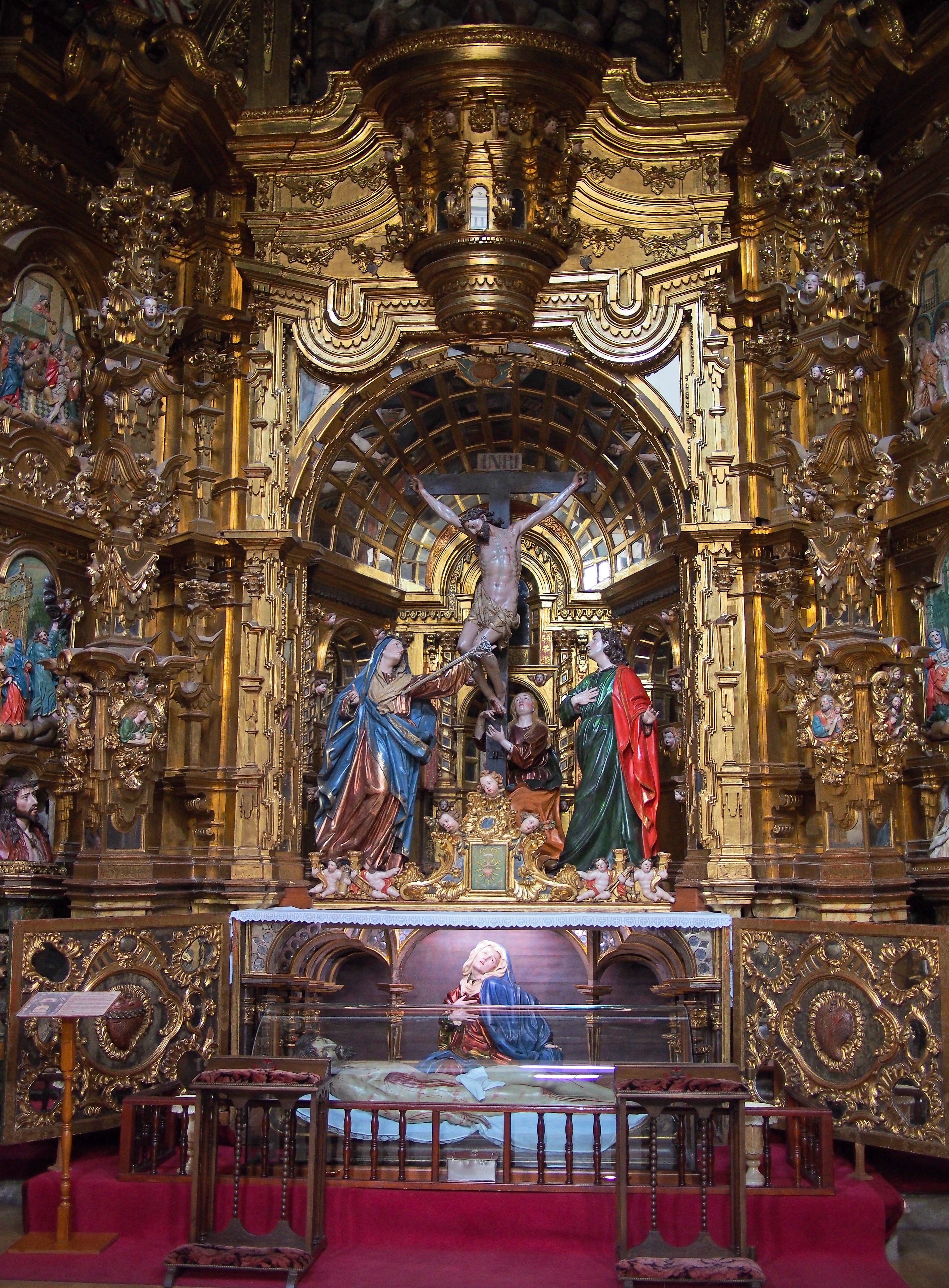
Retablo del Cristo de la Buena Muerte

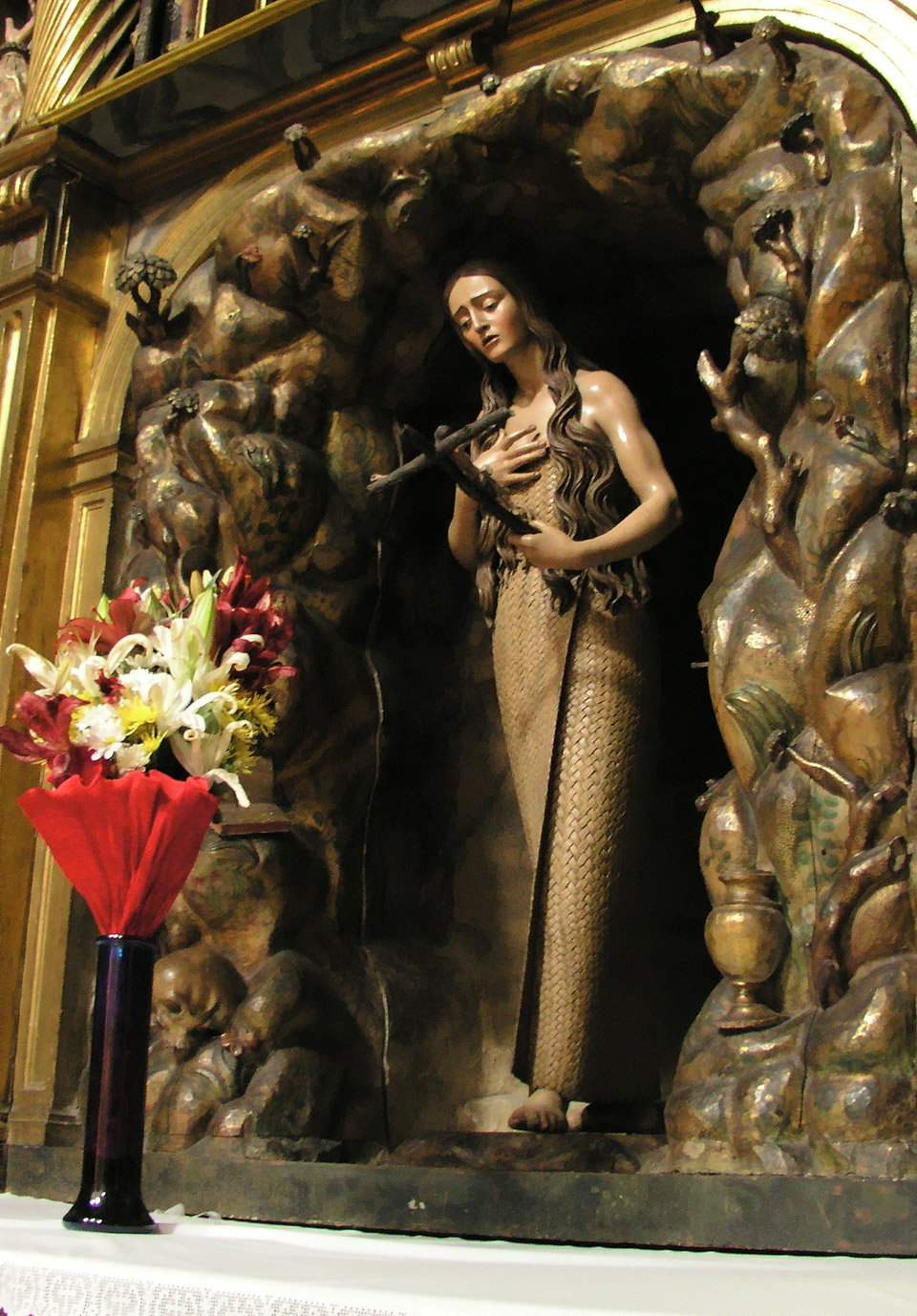
Magdalena Penitente, (Pedro de Mena).

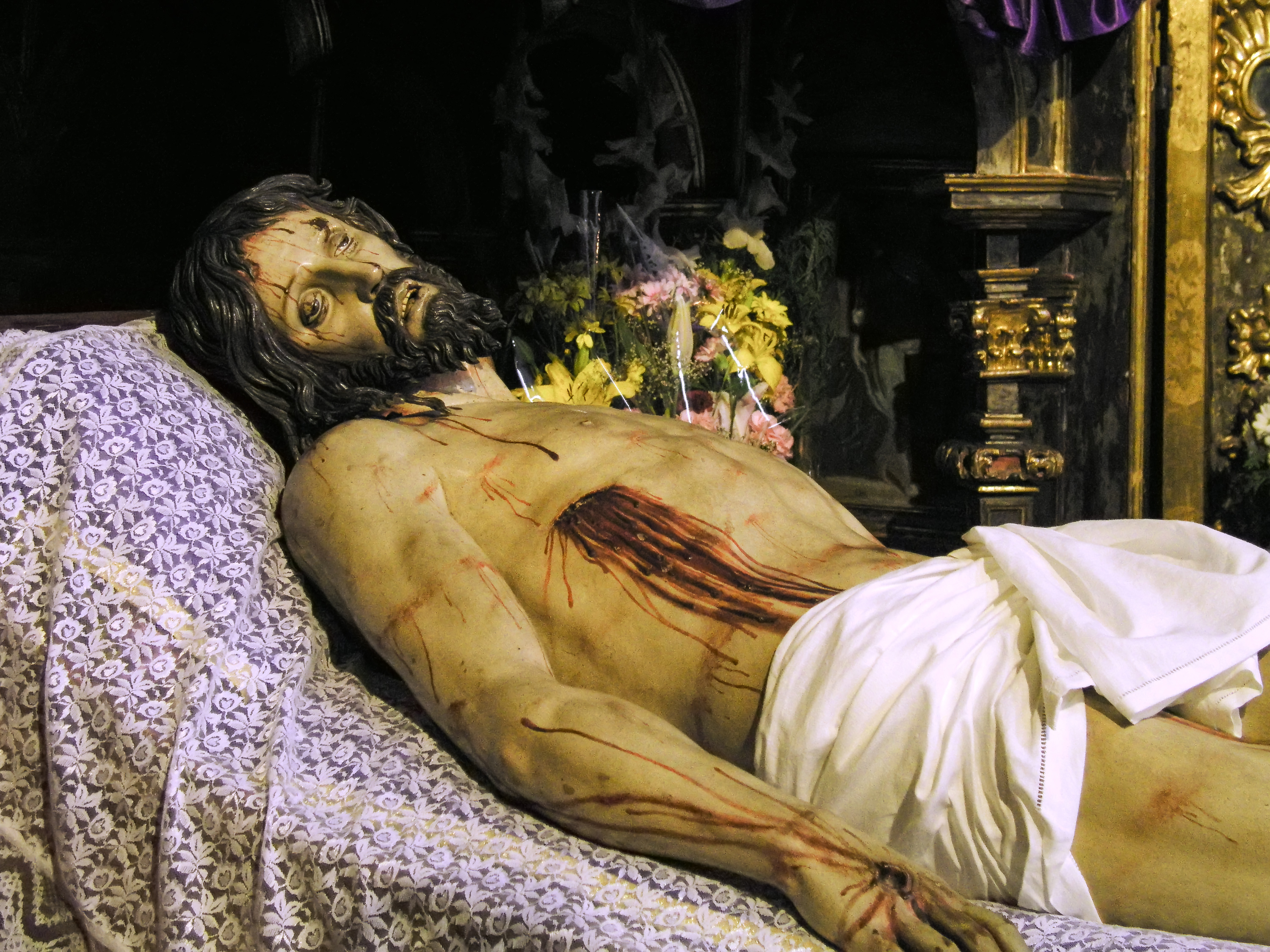
Cristo yacente (Gregorio Fernández, 1630).

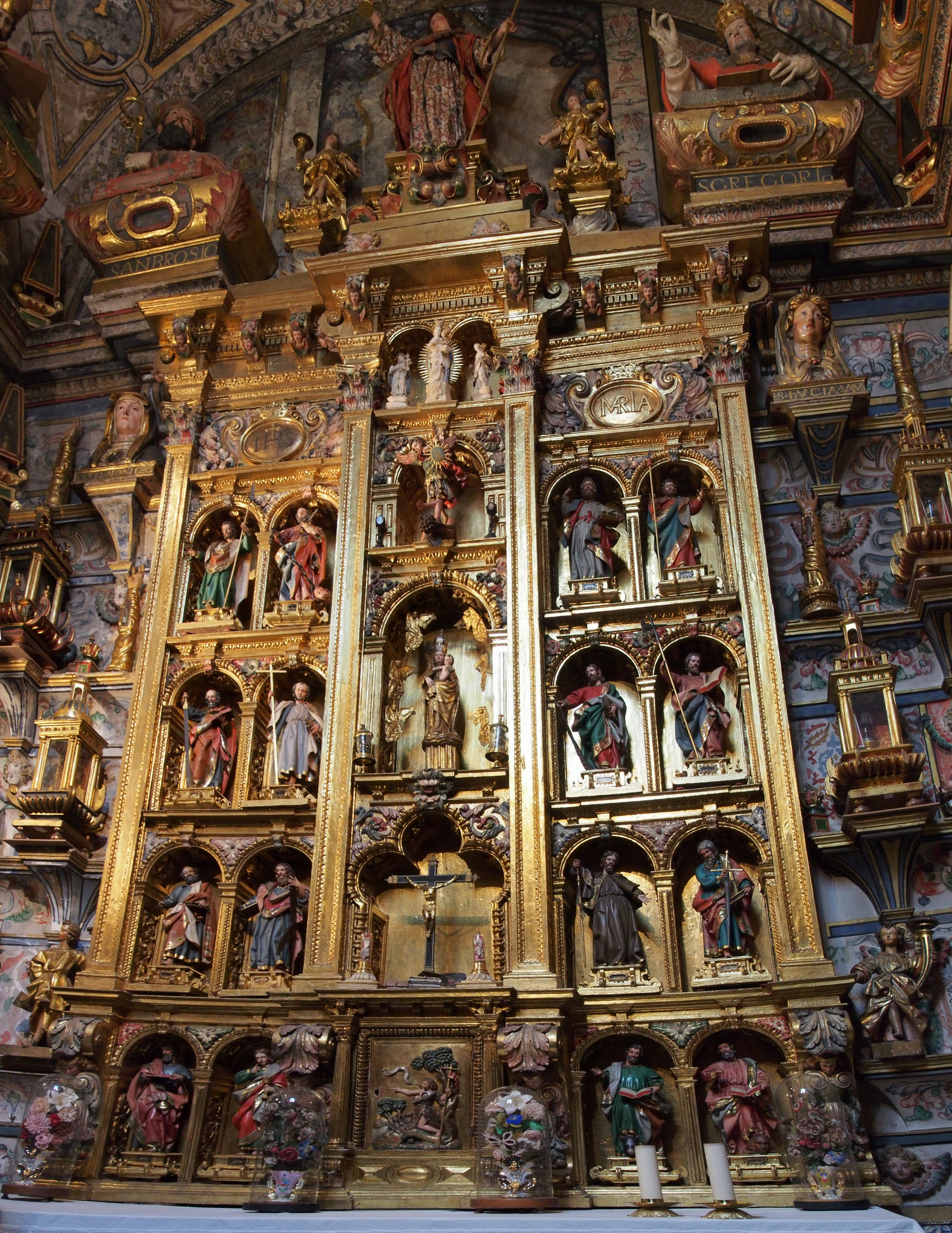
Retablo del relicario.

Las seis capillas colaterales que se abren a la nave presentan todas la misma arquitectura y están decoradas con pinturas al fresco con temas arquitectónicos y decorativos. Las capillas de cada lado están comunicadas entre sí. Poseen una buena colección de retablos. Las dos capillas del tercer tramo desde los pies son las más sobresalientes: la del Cristo de la Buena Muerte y la de la Magdalena Penitente.
- Capilla del Cristo de la Buena Muerte. Situada en el lado de la Epístola, contiene el retablo del Cristo de la Buena Muerte y Sagrado Corazón de Jesús. Se organiza a través de dos grandes estípites y posee banco, un cuerpo y ático. Su estilo se relaciona con la escuela retablística andaluza.

En el banco se halla un diván en el que reposa la imagen de Cristo Yacente. Es obra de Gregorio Fernández, 1630, y está considerado uno de los mejores yacentes del escultor. Se trata del único tallado de bulto redondo (íntegro), cubriéndose los genitales con un paño de pureza. Desde un determinado ángulo es posible ver, en la boca entreabierta, el velo del paladar. A sus pies reposan dos cojines que contienen la corona de espinas y los clavos. La imagen es procesionada en Semana Santa por la Cofradía del Descendimiento, portando dos cofrades delante de la imagen los cojines.
Tallada en el mismo retablo se encuentra una especie de gruta en la que reposa Nuestra Señora de la Amargura, talla de Pedro de Sierra (h. 1738), una talla algo inferior al natural que muestra a la Virgen sufriente. Esta imagen portaba en su cabeza una corona y su mano derecha, hundida contra el pecho, tenía los siete cuchillos. Ambos elementos fueron retirados tras su restauración. Resulta claro el influjo de Juan de Juni, en su Virgen de las Angustias que en 1561 talló para la cofradía vallisoletana del mismo nombre.
En el cuerpo del retablo se halla una hornacina, profusamente decorada con espejos y tallas, que acoge El Monte Calvario, conjunto escultórico de tamaño algo inferior al natural, de Pedro de Sierra (segundo tercio del s. XVIII), y que muestra a Cristo crucificado, mirando a la Virgen y a San Juan, mientras que María Magdalena se encuentra arrodillada abrazando la cruz por detrás. El conjunto es procesionado en Semana Santa por la Cofradía del Descendimiento.
En el ático, se encuentra una piedad del círculo de Alejandro Carnicero.
- Capilla de la Magdalena. Situada en el lado del Evangelio, alberga un retablo realizado hacia 1660 con cuatro columnas corintias. Posee dos cuerpos y se remata con frontón curvo partido. En el primer cuerpo se halla una Magdalena penitente de Pedro de Mena (1664). En el cuerpo superior se encuentra una imagen de vestir de Nuestra Señora de Loreto.

Las dos capillas del segundo tramo desde los pies poseen sendos retablos de estilo rococó, de mediados del siglo XVIII. En el del lado del Evangelio se encuentra una escultura de San Antonio de Padua, obra posiblemente tallada por Gregorio Fernández en su juventud. Enfrente, se halla una Inmaculada, realizada hacia 1670.
- Otras capillas. Las dos capillas del tramo de los pies presentan dos retablos barrocos del siglo XVIII sin policromado ni dorado. En el del lado del Evangelio destaca una escultura de San Siro, obra posiblemente de Pedro de Sierra; en la Epístola, existen dos esculturas de San Nicolás de Tolentino y San Roque.

## Coro

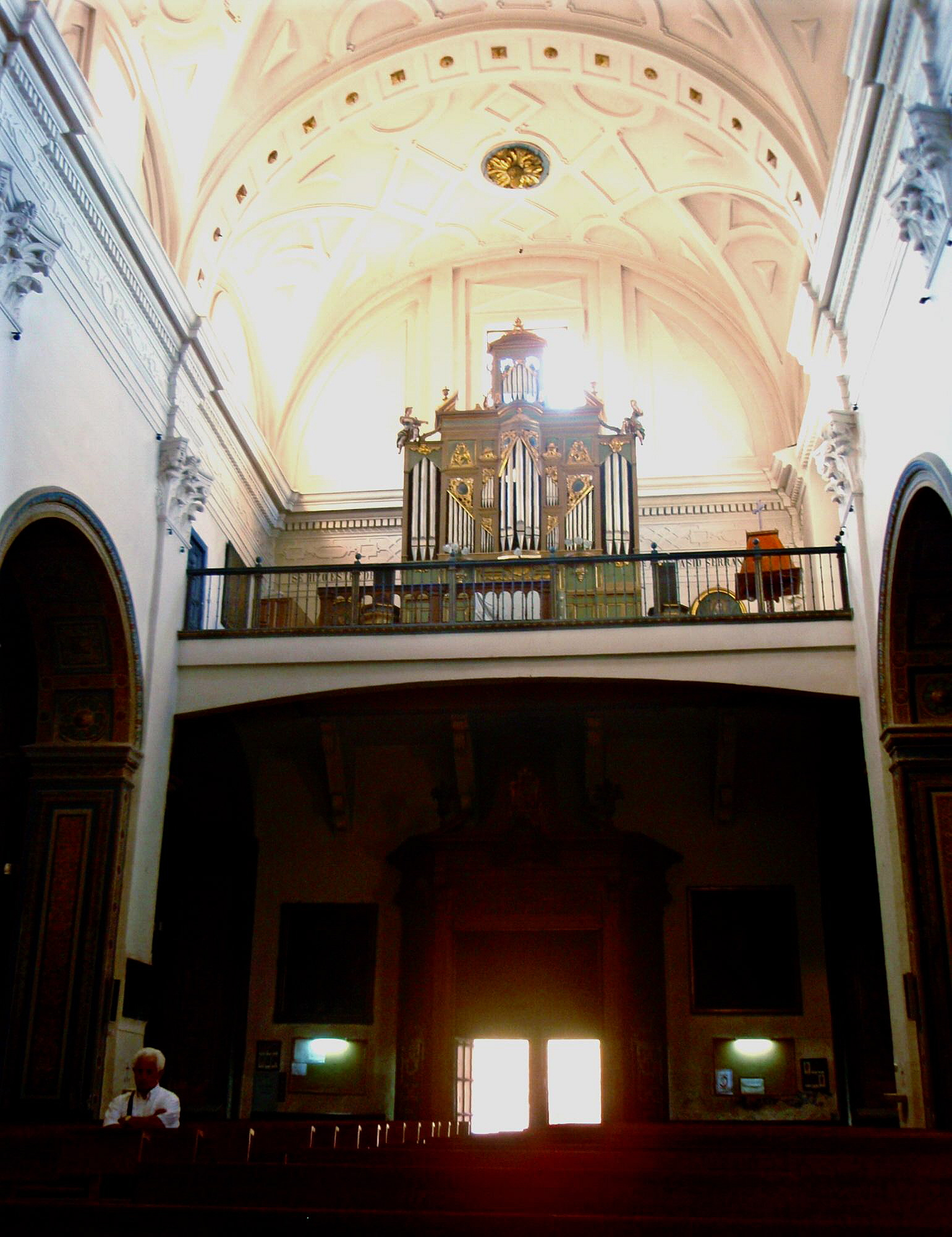
Vista hacia los pies de la nave de la iglesia, con el coro y el órgano.

En el coro, que se encuentra a los pies de la iglesia, sobre una tribuna construida en 1904 y que sustituye a la anterior, más reducida, existe un órgano de estética sonora romántica, realizado por la Casa Quintín Rufiner de Valladolid en 1919; el mueble que aloja los tubos y maquinaria del instrumento es del siglo XVIII.

## Sacristía
A la sacristía se accede a través de una amplia sala que conecta las capillas laterales con ésta y que contiene gran cantidad de lienzos.
La sacristía es amplia y guarda un verdadero museo. Destaca un retablo fingido, pintado en trampantojo, del estilo de Diego Valentín Díaz y Felipe Gil de Mena. Imita un gran arco triunfal que acoge un tabernáculo también fingido. Además, en este ámbito se encuentran numerosos lienzos de los siglos XVII y XVIII, algunos de estimable calidad, obra de Diego Valentín Díaz, Felipe Gil de Mena y Bartolomé Santos, que firma cuatro lienzos derivados de los tapices del Triunfo de la Eucaristía sobre diseños de Rubens, y una gran cajonería del siglo XVII.
Desde la sacristía se accede al relicario, una estancia cuadrada, cuyas paredes están totalmente cubiertas de reliquias despositadas dentro de urnas de distintas formas y bustos de santos. Posee un retablo de mediados del siglo XVII en cuyo ático se encuentra una imagen de la Virgen, de alabastro, del siglo XV.